# علي بن محمد القحطاني
علي بن محمد القحطاني شاعر غنائي سعودي (ولد في دمّاج في اليمن عام 1945م). وعرف بثنائيته المميزة مع الفنان الشعبي عيسى الأحسائي الذي غنّى له أجمل قصائده مثل: «يا رسالة عزيزة»، و«هبت رياح الصيف»، و«دلّعوك أهلك وتوّك صغير». وصدر له العديد من الدواوين الشعرية من بينها ديوان «شاعر وفنان».

## إصدارات

### دواوين مطبوعة
- «ميسون».
- «نسيم الكوثر». جزأين
- «شاعر وفنان».
- «ديوان علي القحطاني».
- «على هامش الذكرى».
- «ديوان من الوادي الأخضر» جزأين.[3]
- «اللؤلؤ والمرجان في مفاخر آل نهيان» (2023).[4]

### دواوين صوتية
- «نيل المعالي».
- «البراقع».[5]
- «رسالة إلى صديق».

### مؤلفات
- «عيسى الأحسائي: ذكريات فنان» (2001).
- «عيسى الأحسائي: أغاني» جزأين. (2004).[6]